# Mord w Niemysłowicach
Mord w Niemysłowicach – mord dokonany przez członków SS na 57 chorych więźniach obozu koncentracyjnego Auschwitz-Birkenau podczas tzw. „marszu śmierci” w Niemysłowicach koło Prudnika.

## Geneza i przebieg zbrodni

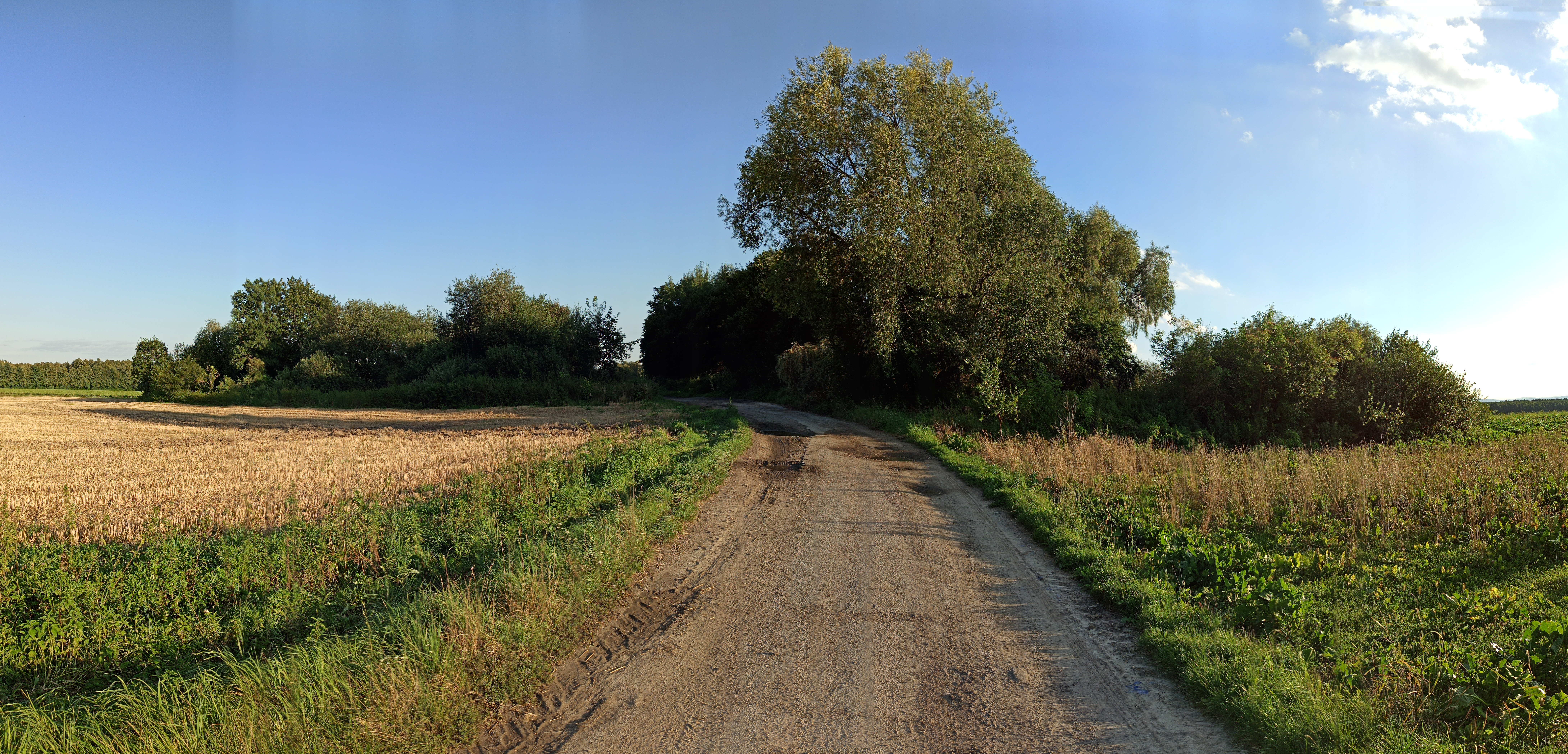
Miejsce, w którym znajdował się folwark Donnersmarck

17 stycznia 1945 rozpoczęto ostateczną ewakuację więźniów KL Auschwitz. Rozpoczęły się „marsze śmierci” do obozów w głębi Rzeszy. Gdy więźniowie doszli do Prudnika, zostali zakwaterowani w zakładach bawełnianych Schlesische Feinweberei AG, gdzie od września 1944 funkcjonowała filia obozu Auschwitz – Arbeitslager Neustadt O/S. Po krótkim pobycie w Prudniku, hitlerowcy wyruszyli w dalszą drogę. Postanowili pozbyć się skrajnie zmęczonych więźniów w celu przyspieszenia marszu. Część z nich zabili na drodze do Niemysłowic, pozostałym zarządzono postój i umieszczono na noc w stodole w folwarku Donnersmarck na skrzyżowaniu dróg między Szybowicami, Łąką Prudnicką a Niemysłowicami, niedaleko torów kolejowych.
Następnego dnia rano, 56 chorych i wycieńczonych nie miało sił kontynuować marszu. Niemcy wypędzili ich ze stodoły i kazali uciekać po śniegu do lasu. Silniejsi więźniowie zaczęli biec, inni stali w miejscu. Wówczas SS-mani zaczęli do nich strzelać z karabinów maszynowych.
W czasie dalszego marszu przez Niemysłowice, jeden z Żydów, który uniknął śmierci, nie był zdolny iść dalej. Zwrócił się do stojącego przy drodze żołnierza Wehrmachtu aby go zabił, lecz ten odmówił i oddalił się. Widząc to, miejscowa młodzież z Hitlerjugend doskoczyła do więźnia i zaczęła go kopać. Przerwał to czołgista, który kilkoma strzałami z pistoletu zabił więźnia.
Na polecenie sołtysa Niemysłowic, cudzoziemscy robotnicy przymusowi zwozili na saniach zwłoki i grzebali je w lejach po bombach lub w piaskowniach.

## Ekshumacja

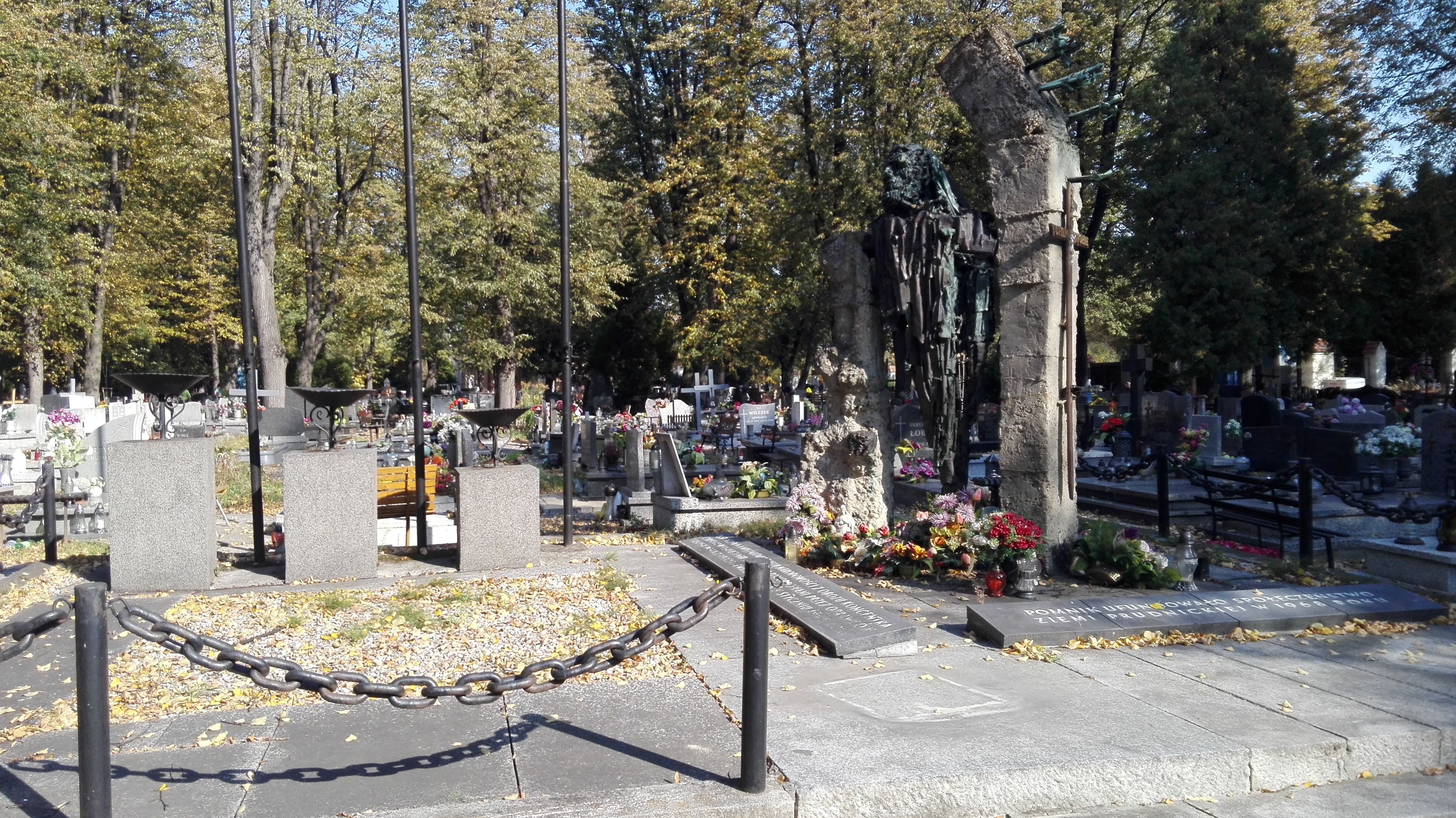
Pomnik w miejscu zbiorowej mogiły ofiar marszu na cmentarzu w Prudniku

27 kwietnia 1946 przeprowadzono ekshumację zwłok więźniów zamordowanych w Niemysłowicach. Spośród 34 szkieletów 33 były odziane w pasiaki, a jeden miał spodnie cywilne. Na 27 pasiakach znajdowały się gwiazdy, którymi w obozach oznaczano Żydów, na dwóch pasiakach był czarny trójkąt, a na kolejnych dwóch trójką bez barwy. Na części zwłok udało się odczytać numery obozowe, dzięki czemu zidentyfikowano ich nazwiska: Hirsz Kurlanka z Sosnowca, Hendel Starka, Szymon Pawluka, Władysław Szeligowski, Jehuda Komar z Lublina, Isaak Klynkrawier, Saul Katz, Moszek Blusztein, Jakub Steinhauss. Śmierć 28 więźniów nastąpiła na skutek pęknięcia podstawy czaszki i uszkodzenia naczyń krwionośnych mózgu. Odnoście 6 zwłok nie zdołano ustalić przyczyny zgonu z powodu daleko posuniętego rozkładu.
Zwłoki wydobyte z lejów po bombach pochowano wspólnie w 7 trumnach w grobie na cmentarzu komunalnym i w 27 trumnach na cmentarzu żydowskim w Prudniku.

## Upamiętnienie

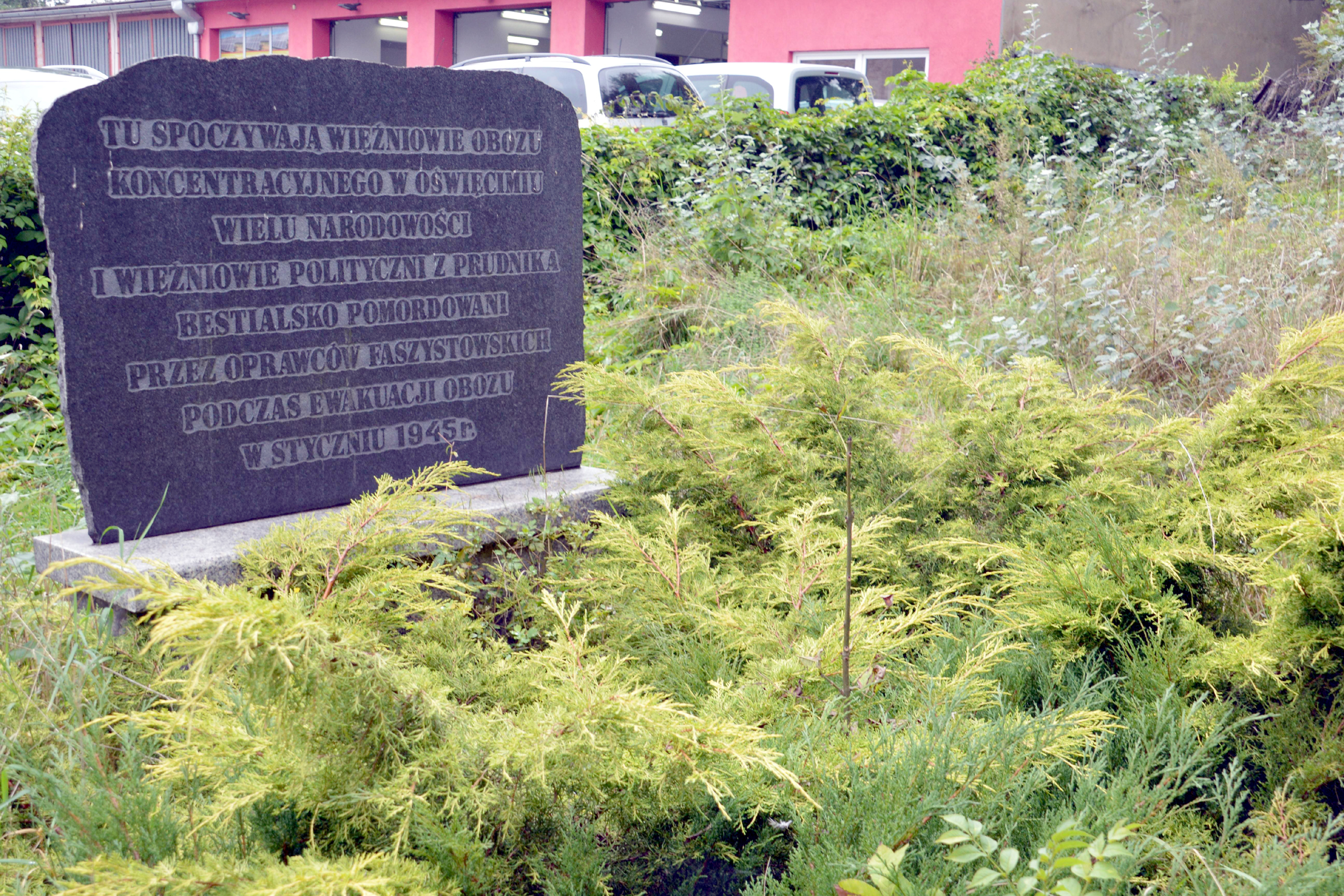
Pomnik na cmentarzu żydowskim w Prudniku

W miejscu zbiorowych mogił w Prudniku postawiono pomniki. Na cmentarzu żydowskim ustawiono tablicę, natomiast w 1968 na cmentarzu komunalnym wzniesiono pomnik przedstawiający szczątki człowieka przy obozowym ogrodzeniu.
27 lutego 2020 w Niemysłowicach odsłonięto pomnik upamiętniający ofiary marszu śmierci z 1945.